# アレクシス・メンドーサ
アレクシス・アントニオ・メンドーサ・バリーナ（スペイン語: Alexis Antonio Mendoza Barrina、1961年11月8日 - ）は、コロンビアの元サッカー選手、現サッカー指導者。元コロンビア代表選手。選手時代のポジションはDF。

## 経歴

### クラブ
1983年にアトレティコ・ジュニオールに加入。1990年から1992年にかけて在籍したアメリカ・デ・カリでは2回のリーグ優勝を記録。1993年に再びアトレティコ・ジュニオールに加入すると同年と1995年にリーグ優勝を記録した。
その後はティブロネス・ロホス・デ・ベラクルスに移籍しメキシコでもプレーした。

### 代表
1987年に代表初出場。その後、コパ・アメリカに4回、FIFAワールドカップに2回参加したが、FIFAワールドカップでの出場は1994 FIFAワールドカップでの1試合のみであった。1997年まで代表として出場を重ね、合計67試合3得点であった。

## 代表歴

### 出場大会
- コロンビア代表
  - 1990 FIFAワールドカップ (ベスト16)
  - 1994 FIFAワールドカップ (グループリーグ敗退)

### 試合数
- 国際Aマッチ 68試合 3得点（1987年-1997年）[7]

| コロンビア代表 | 国際Aマッチ | 国際Aマッチ |
| 年             | 出場        | 得点        |
| -------------- | ----------- | ----------- |
| 1987           | 2           | 0           |
| 1988           | 1           | 0           |
| 1989           | 1           | 0           |
| 1990           | 6           | 0           |
| 1991           | 2           | 0           |
| 1992           | 2           | 0           |
| 1993           | 18          | 1           |
| 1994           | 8           | 0           |
| 1995           | 13          | 1           |
| 1996           | 10          | 1           |
| 1997           | 5           | 0           |
| 通算           | 68          | 3           |